# En man som heter Ove
En man som heter Ove är en roman av den svenske författaren Fredrik Backman, utgiven 2012. Boken har översatts till fler än 35 språk och även uppförts som teater och filmatiserats två gånger.

## Handling
Boken handlar om Ove, en man på 59 år som anser att rätt ska vara rätt. Han kör Saab och alla som inte gör det har fel. När boken tar vid har Oves fru Sonja dött för inte så länge sedan. Sonja var Oves allt och efter att han har fått sparken på grund av nedskärningar bestämmer han sig för att ta sitt liv. Detta går dock inte som planerat och på olika sätt blir Ove störd vilket förhindrar honom från att begå självmord. Bland annat flyttar det in ett par med två barn i ett hus i området vilket förändrar Oves liv.

## I andra medier
I januari 2015 hade scenversionen av romanen premiär, med Johan Rheborg i huvudrollen som Ove.
Boken filmatiserades även 2015 med Rolf Lassgård i huvudrollen. Filmen nominerades till två Oscars för "Årets utländska film" och "Bästa smink" men vann inget.
Boken har även filmatiserats 2022 i USA med titeln A Man Called Otto, då med Tom Hanks i huvudrollen.